# Mbini (ville)
Pour les articles homonymes, voir Mbini.
Mbini est une ville de Guinée équatoriale, chef-lieu du district du même nom. Elle se situe sur le littoral atlantique, à l'embouchure du Mbini, le principal cours d'eau de la région continentale équatoguinéenne. Selon une estimation de 2005, elle compterait environ 4 000 habitants.